# Die Geschichte der Magie in Nordamerika
Die Geschichte der Magie in Nordamerika (Originaltitel: The History of Magic in North America) ist eine Sammlung von vier Geschichten, die von der Autorin Joanne K. Rowling im März 2016 veröffentlicht wurden. Auch die später erschienenen Erzählungen Ilvermorny-Schule für Hexerei und Zauberei (Originaltitel Ilvermorny School of Witchcraft and Wizardry) und Magischer Kongress der Vereinigten Staaten von Amerika (MACUSA) (Originaltitel The Magical Congress of the United States of America (MACUSA)) werden zu dieser Sammlung gezählt. Die Geschichten dienen der Vorbereitung auf die Filmreihe Phantastische Tierwesen und gelten als Vorläufer dieser.

## Entstehungsgeschichte
Schon während der Entstehung des Drehbuchs und der Dreharbeiten des Films Phantastische Tierwesen und wo sie zu finden sind hatte Rowling nach und nach bereits einige eher zusammenhanglose Details zur amerikanischen Zauberwelt verlautbaren lassen: So gibt es dort kein Zaubereiministerium, sondern den Magical Congress of the United States of America (MACUSA), der im New Yorker Woolworth Building untergebracht ist und von einem Präsidenten geleitet wird, Nicht-Zauberer werden nicht Muggel, sondern No-Maj (Kurzform von No-Magic) genannt, und der Name der amerikanischen Schule für Hexerei und Zauberei ist Ilvermorny. Im März 2016 kündigte Entertainment Weekly an, dass Rowling vor dem Kinostart die amerikanische Zaubergesellschaft und deren Geschichte und Institutionen in vier Texten, die mit Die Geschichte der Magie in Nordamerika überschrieben sind, genauer vorstellen will. Diese Erzählungen basieren auf  den zuvor bekanntgewordenen Details und wurden von 8. März bis 11. März 2016 über die offizielle Seite Pottermore in mehreren Sprachen veröffentlicht. Die Geschichten handeln vom Magischen Kongress der USA, von Ilvermorny, dem amerikanischen Pendant zu Hogwarts, von den Hexenprozessen von Salem, und es wird die Legende der amerikanischen Ureinwohner erzählt, hierbei insbesondere die von den sogenannten Gestaltwandlern. Zudem zeigen die Geschichten die Unterschiede zwischen der amerikanischen und britischen Magie auf.
Ende Juni 2016 wurde als Fortsetzung der ersten vier Geschichten die Erzählung Ilvermorny-Schule für Hexerei und Zauberei (Originaltitel Ilvermorny School of Witchcraft and Wizardry) auf Pottermore veröffentlicht. Diese berichtet davon, dass die amerikanische Zauberschule Ilvermorny von Isolt Sayre gegründet wurde und auf dem Mount Greylock zu finden ist. Anfang Oktober 2016 folgte die sechste Geschichte Magischer Kongress der Vereinigten Staaten von Amerika (MACUSA) (Originaltitel The Magical Congress of the United States of America (MACUSA)), die von den Anfängen und weiteren Entwicklungen des Magischen Kongresses der Vereinigten Staaten von Amerika, kurz MACUSA, erzählt.
Die Geschichten dienen der Vorbereitung auf die geplante Film-Trilogie Phantastische Tierwesen und wo sie zu finden sind und gelten als Vorläufer der Reihe.

## Inhalt
Die in der Sammlung enthaltenen Texte tragen folgende Titel:
- Vierzehntes Jahrhundert – Siebzehntes Jahrhundert (Originaltitel: Fourteenth Century – Seventeenth Century)
- Siebzehntes Jahrhundert und später (Originaltitel: Seventeenth Century and Beyond)
- Rappaports Gesetz (Originaltitel: Rappaport´s Law)
- Das Magische Amerika der 1920er (Originaltitel: 1920s Wizarding America)
- Ilvermorny-Schule für Hexerei und Zauberei (Originaltitel: Ilvermorny School of Witchcraft and Wizardry)
- Magischer Kongress der Vereinigten Staaten von Amerika (MACUSA) (Originaltitel The Magical Congress of the United States of America (MACUSA))

### Inhalt von Teil I:Vierzehntes Jahrhundert – Siebzehntes Jahrhundert
Der erste Teil der Serie gibt einen kurzen Überblick zum Leben von Hexen und Zauberern zwischen dem 14. und 17. Jahrhundert.
Die ersten in Amerika lebenden Magier wurden wegen ihres Glaubens stigmatisiert. Einige Nachfahren der amerikanischen Ureinwohner waren als Gestaltwandler (engl. Skin-Walkers) bekannt, und die Nicht-Zauberer (dort No-Maj genannt) unterstellten ihnen, äußerst böse Dinge zu praktizieren. Zudem kursierten Gerüchte, nach denen die Gestaltwandler manchmal ihre eigenen Familienmitglieder opferten, mit ihnen Inzest begingen oder sogar Nekrophilie betrieben; den Nicht-Zauberern war jede noch so böse Unterstellung recht. Im weiteren Verlauf der Geschichte werden einige Unterschiede zwischen den amerikanischen Ureinwohnern, die Magie betrieben und den europäischen Zauberern aufgezeigt. So zauberten die amerikanischen Ureinwohner, anders als die Europäer, ohne Zauberstab. Zudem waren die einzelnen europäischen Zaubergemeinschaften untereinander besser verbunden.

### Inhalt von Teil II:Siebzehntes Jahrhundert und später

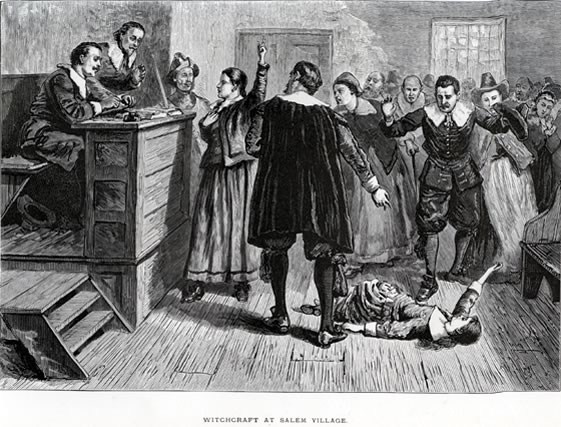
Szene der Hexenprozesse von Salem (Illustration von 1876)

Die aus Europa stammenden, in Amerika eingewanderten Zauberer lebten weit über den Kontinent verstreut. In Amerika mussten die immigrierten Zauberer anfänglich ohne Zauberstabmacher auskommen, und Ilvermorny sollte sich erst viel später zu einer renommierten Zauberschule entwickeln. Es gab insgesamt weniger und hierbei auch deutlich mehr muggelstämmige Hexen und Zauberern als andernorts. Diese kleine magische Gemeinschaft Amerikas war nur wenig organisiert, lebte im Geheimen und in großer Angst. Die Verfolgung durch die No-Majs stand auf der Tagesordnung, und viele magische Familien tauchten bei ihnen wohlgesinnten Nicht-Zauberern unter oder versteckten sich bei amerikanischen Ureinwohnern, die ihre europäischen Brüder gastfreundlich aufnahmen. Ihre größte Angst waren die sogenannten Reiniger, eine Bande von Zauberern, die Jagd auf No-Majs und auch auf andere Zauberer machten und sich dafür bezahlen ließen. Ihren Höhepunkt fand die Verfolgung in den Hexenprozessen von Salem ab dem Jahr 1692, bei denen viele Zauberer, aber auch Nicht-Zauberer, die grundlos beschuldigt worden waren, ihr Leben lassen mussten. Magie-Historiker gehen davon aus, dass unter den Richtern auch Reiniger waren.

### Inhalt von Teil III:Rappaports Gesetz
Man erfährt, wie der No-Maj namens Bartholomew Barebone, ein Abkömmling eines Reinigers, die geheimen Adressen des MACUSA und der Ilvermorny-Schule in Erfahrung brachte und sich anschließend gemeinsam mit seinen Freunden daran machte, alle Hexen und Zauberer in der näheren Umgebung zu verfolgen und wenn möglich zu töten. Allerdings wurde Bartholomew kurz darauf verhaftet und für sein Verbrechen eingesperrt. Dennoch erließ Emily Rappaport, die fünfzehnte Präsidentin des MACUSA, 1790 ein Gesetz, das die strikte Trennung zwischen der magischen Gemeinschaft und der No-Maj-Gesellschaft zum Ziel hatte. Fortan war es Zauberern nicht mehr gestattet, Freundschaften zu No-Majs zu pflegen. Das Gesetz führte die amerikanische magische Gemeinschaft noch tiefer in den Untergrund.

### Inhalt von Teil IV:Das Magische Amerika der 1920er
Die letzte Geschichte erzählt davon, dass das MACUSA-Hauptquartier nach der Großen Sasquatch-Rebellion von 1892 zum fünften Mal in seiner Geschichte verlegt werden musste, und zwar von Washington nach New York, und von Madam Seraphina Picquery als deren Präsidentin. Die magische Gemeinschaft Nordamerikas hatte sich in den 1920ern daran gewöhnt, unter strengeren Sicherheitsbestimmungen leben zu müssen, als Zauberer und Hexen in Europa und sich ausschließlich mit ihresgleichen zusammengetan. Auch die strengen Regeln, die seit vielen Jahren für den Umgang mit Zauberstäben galten, wurden eingehalten. Es wird erzählt, dass Shikoba Wolfe, Johannes Jonker, Thiago Quintana und Violetta Beauvais zu dieser Zeit als die bekanntesten Zauberstabmacher galten und mit ihren Zauberstäben in der magischen Welt für Aufsehen sorgten. Am Ende der Geschichte erfährt man, dass es den amerikanischen Hexen und Zauberern, anders als den No-Majs, in den 1920er Jahren gestattet war, Alkohol zu trinken.

### Inhalt vonIlvermorny-Schule für Hexerei und Zauberei

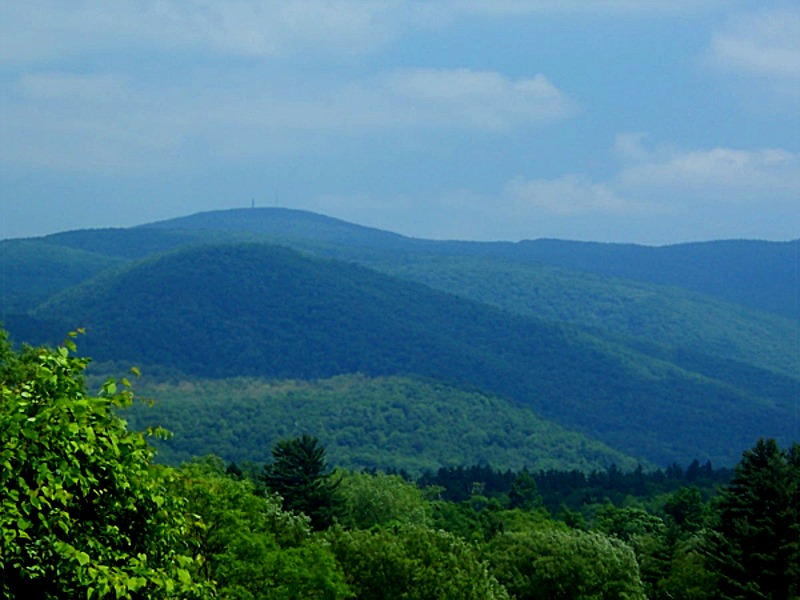
Der Mount Greylock

In der Geschichte erfährt man, dass sich die Anfang des 17. Jahrhunderts in Irland geborene Hexe Isolt Sayre als junge Frau auf den Weg in die Neue Welt machte und dort später in einem Steinhaus, in dem sie mit ihrer neuen Familie lebte, die erste Zauberschule Nordamerikas gründete. Hier unterrichtete sie neben einer Reihe von magisch begabten Kindern der Ureinwohner auch viele Kinder der aus Europa eingewanderten Siedler. Im Unterricht konnten sich die Kinder austauschen. Die Kinder der Ureinwohner ließen sich den Umgang mit Zauberstäben erklären und zeigten ihrerseits den anderen Schülern, wie man auf Art der amerikanischen Ureinwohner zaubert.
Das anfänglich aus Granit bestehende Haus wurde später zu einem Schloss ausgebaut und befindet sich auf dem höchsten Gipfel des Mount Greylock. Ilvermorny hat den Ruf, eine der demokratischsten aller großen Zaubererschulen zu sein und zählt seit den 1920er Jahren zu den renommiertesten magischen Bildungseinrichtungen der Welt. Anders als in Hogwarts, wo der sprechende Hut die Verteilung auf die Häuser bestimmt, werden die neuen Schüler von Ilvermorny während der Zuordnungszeremonie von vier magischen Skulpturen den einzelnen Häusern zugeteilt.

### Inhalt vonMagischer Kongress der Vereinigten Staaten von Amerika (MACUSA)
Die Geschichte erzählt von den Anfängen und weiteren Entwicklungen des Magischen Kongresses der Vereinigten Staaten von Amerika, kurz MACUSA. Dieser wurde nach Inkrafttreten des Internationalen Geheimhaltungsabkommens im Jahr 1693 gegründet. Viele Hexen und Zauberer waren nach den Hexenprozessen von Salem davon überzeugt, dass man freier und glücklicher leben könnte, wenn eine autonome Verwaltung mit eigenen Strukturen geschaffen wird.

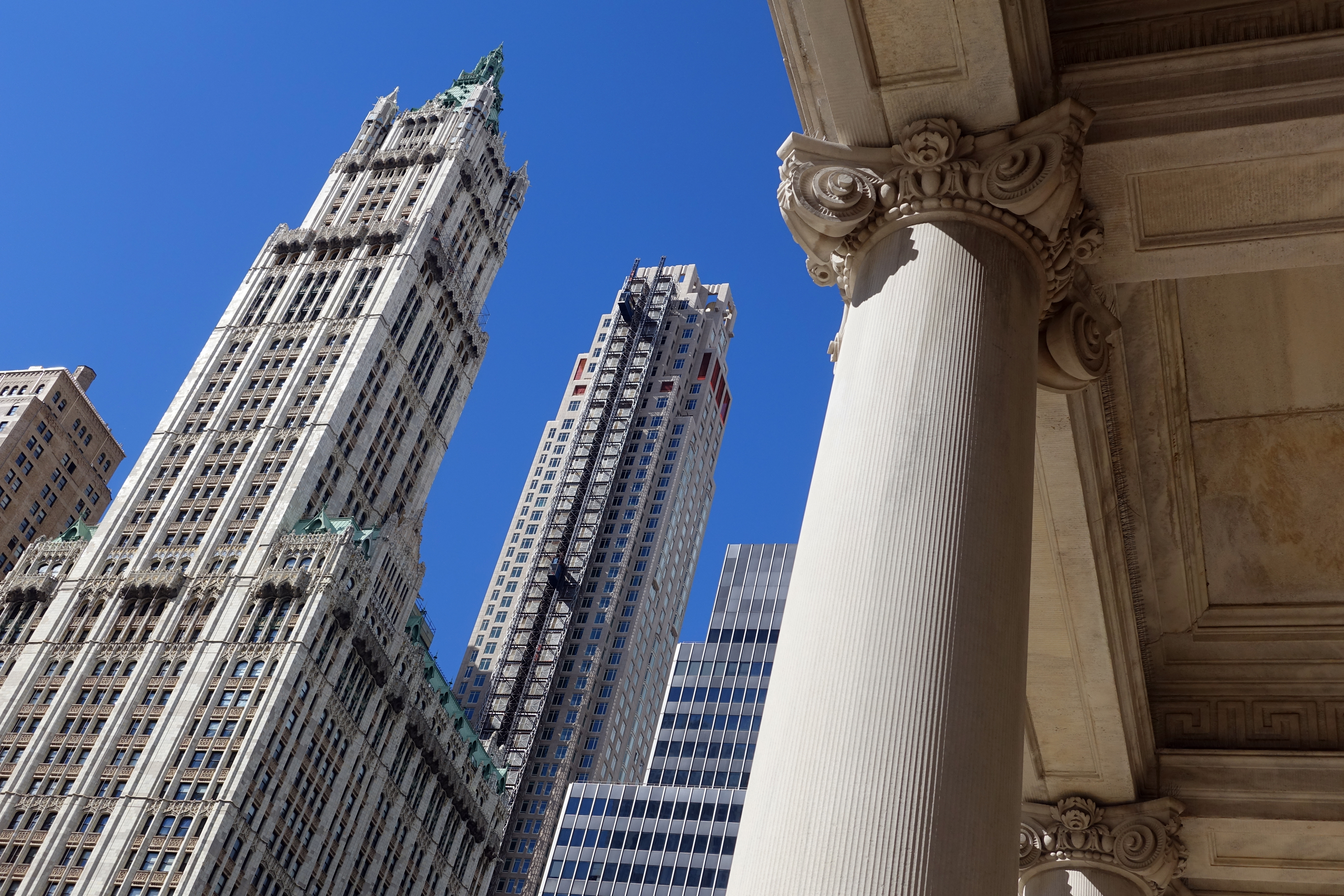
Der MACUSA ist im New Yorker Woolworth Building untergebracht

Anfängliches Ziel des MACUSA war es, die Reiniger vor Gericht zu stellen, die ihre eigenen Leute verraten hatten. Zudem plante man, gemeinsam Gesetze zu erlassen, die das Zusammenleben der amerikanischen magischen Gemeinschaft regeln sollten und gleichzeitig ihrem Schutz dienten. Hierfür wurden aus allen magischen Gemeinden Nordamerikas Vertreter in den MACUSA gewählt. Der erste Präsident des MACUSA war Josiah Jackson. Ab 1760 befand sich der MACUSA in Williamsburg in Virginia, der Heimat des exzentrischen Präsidenten Thornton Harkawa. Später zog er nach Baltimore um und hiernach in das heutige Washington. Nach der Großen Sasquatch-Rebellion von 1892 musste das MACUSA-Hauptquartier zum fünften Mal in seiner Geschichte verlegt werden, und zwar von Washington nach New York, wo er im Woolworth Building untergebracht ist. Im Vorfeld hatten die Zauberer das Bauteam des in Entstehung befindlichen Gebäudes infiltriert und schufen darin durch Magie viel Platz für den MACUSA, der für die Augen von No-Majs verborgen und nur unter Anwendung des korrekten Zaubers begehbar war.

## Rezeption
Chris Lough kritisiert, Rowling beginne ihre Geschichte gut und auch fesselnd, doch müsse sie im weiteren Verlauf einige wahre historische Ereignisse auf den Kopf stellen und diese mit der Fiktion verbinden, was ihr an einigen Stellen gut gelinge. Sie flechte überzeugend die amerikanischen Ureinwohner des 14. Jahrhunderts ein und zeige gut verständlich Ähnlichkeiten und Unterschiede mit der europäischen Bevölkerung zu dieser Zeit auf, ohne dem Ganzen eine unnötige Komplexität hinzufügen, so Lough. Es sei für den Leser leicht nachvollziehbar, dass die amerikanischen Ureinwohner aufgrund ihrer allseits bekannten Geschichte eher bereit waren, Zauberer in ihre Gemeinschaft zu integrieren. Dennoch gibt Lough auch zu bedenken, dass mit Reaktionen seitens der Ureinwohner zu rechnen sei, wenn ein Schriftsteller versuche, das historische Erbe von Menschen in seine eigene fiktive Welt einzufügen.
Auch Dave Thier von Forbes hält es generell für keine schlechte Idee, die Welt von Harry Potter zu  erweitern, dabei an einen amerikanischen Kontext anzupassen und spricht von einer interessanten Vorstellung zu sehen, was passiert, wenn man die britische und amerikanische Kultur mischt. Thier kritisierte jedoch nach dem Erscheinen der Texte im März 2016, als gebürtige Engländerin kenne Rowling die Geschichte und Kultur der Nation, über die sie schreibe, nicht gut genug und sei auch mit der Behandlung von Indianern in Amerika, mit den dortigen Geschehnissen während der Kolonialzeit und den Folgen der Segregation nur wenig vertraut. Adrienne Keene drückt ihre Kritik, besonders an der ersten Geschichte mit dem Hinweis auf das Aufgreifen etablierter Klischees und die kulturellen Aneignung der indigenen Völker  durch Rowling aus: „Es ist nicht 'Ihre' Welt. Es ist unsere (reale) Welt der Ureinwohner, in der  Gestaltwandler-Geschichten einen Kontext, ihre Wurzeln und einen Wirklichkeitsbezug haben.“